# Pałac przy ul. Piotrowickiej w Chojnowie
Pałac w Chojnowie – wybudowany w  1739 r. w Chojnowie.

## Położenie
Pałac położony jest we mieście w Polsce, w województwie dolnośląskim, w powiecie legnickim, nad rzeką Skorą na zachód od Legnicy.

## Opis
Piętrowy pałac wybudowany w stylu barokowym na planie prostokąta, kryty dachem czterospadowym. Od frontu centralnie umieszczone wejściem w ozdobnym portalu z dwiema półkolumnami zwieńczonymi półokrągłym (circulaire) frontonem (przyczółkiem). W jego polu kartusz z herbem, zawierający w polach:  lwa, trzy gwiazdy i skrzydło.

## Przypisy

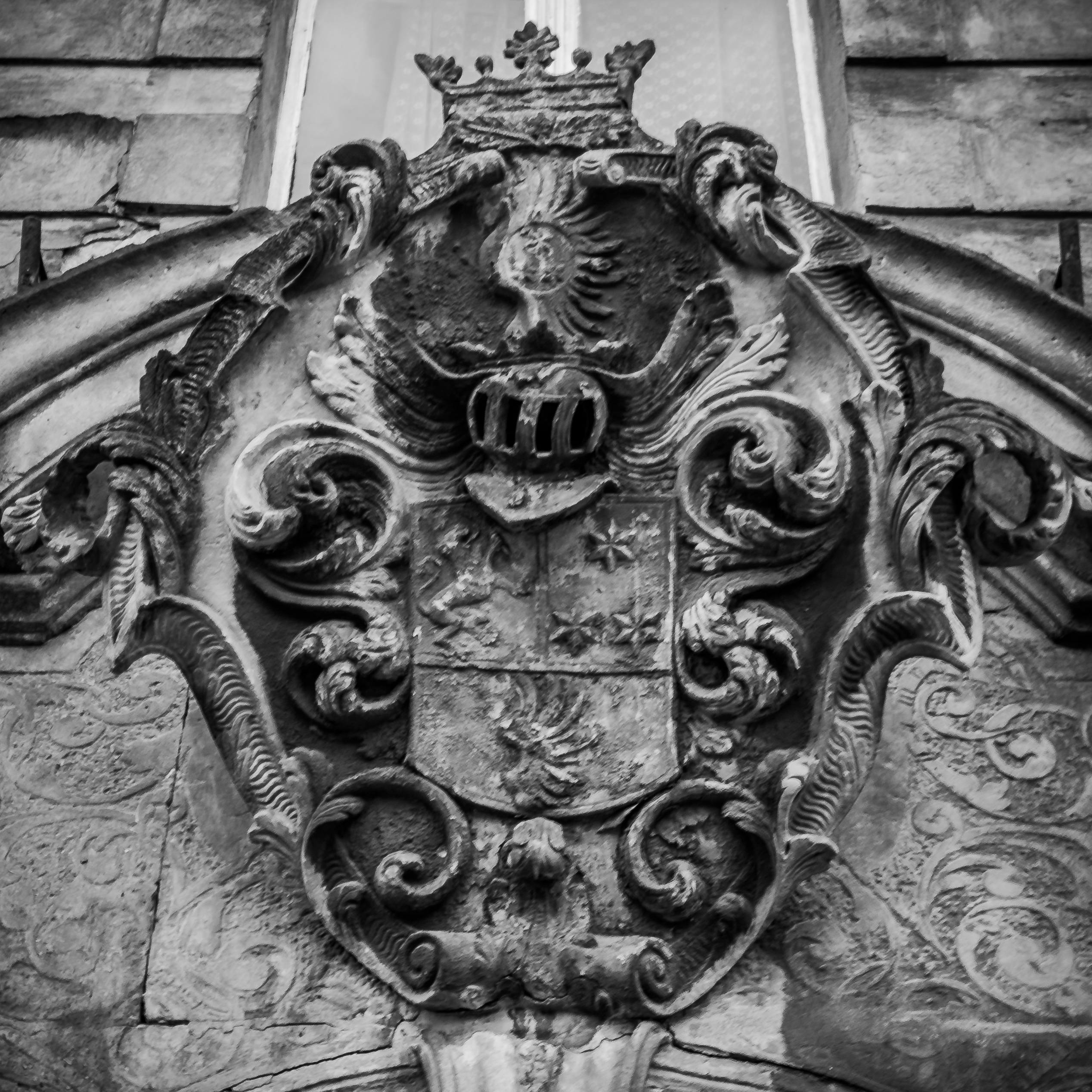
Herb zawierający w polach: lwa, trzy gwiazdy i skrzydło

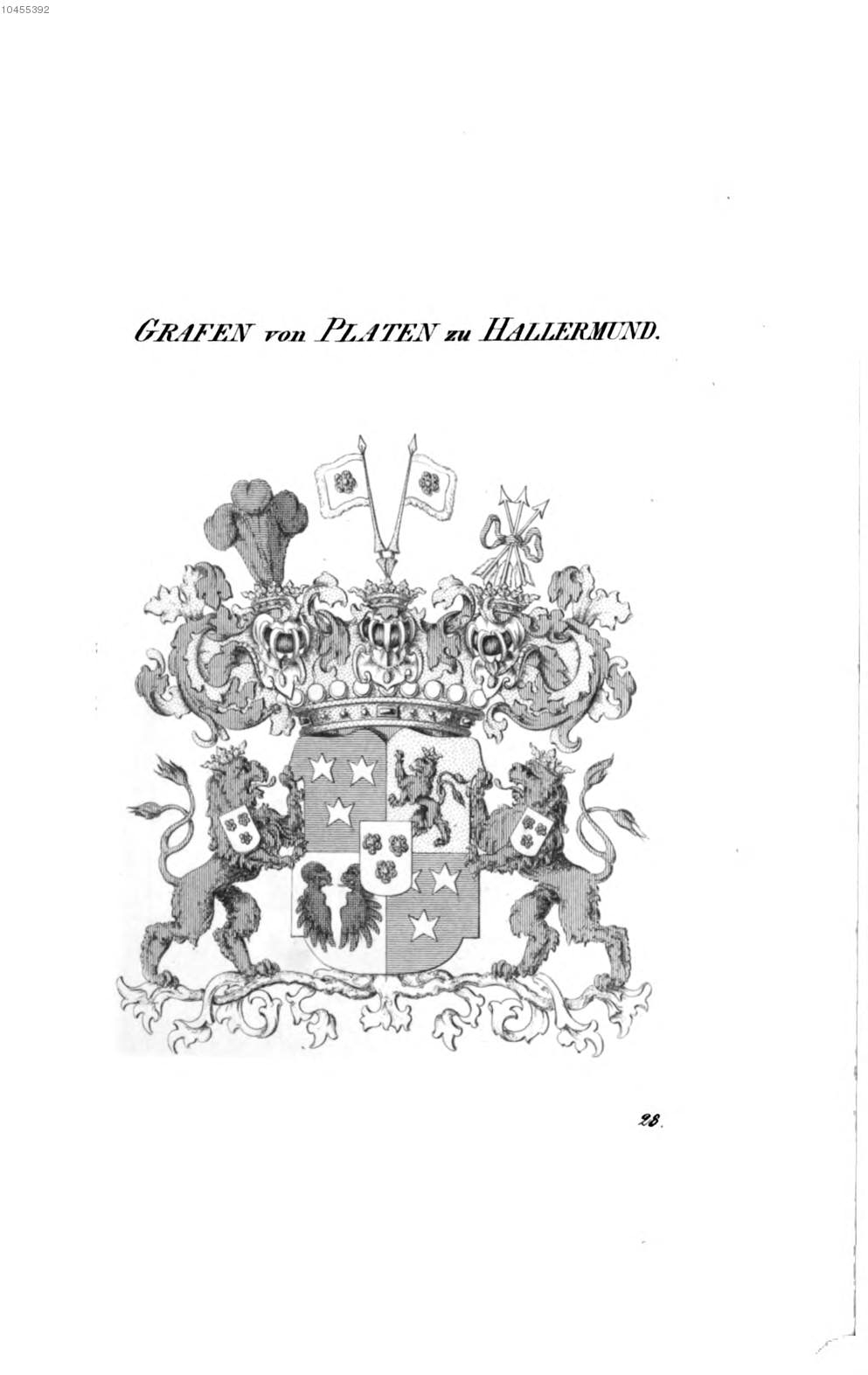
Herb Platen von Hallermund